# فردریک بارتون موریس
فردریک بارتون موریس (انگلیسی: Frederick Maurice؛ ۱۹ ژانویه ۱۸۷۱ – ۱۹ مه ۱۹۵۱) فرد نظامی اهل بریتانیا بود. وی همچنین برندهٔ جوایزی همچون نشان حمام و نشان سلطنتی ویکتوریایی شده‌است.